# Školjčna sipina (Ankaran)
Školjčna sipina v zalivu/morskem zatoku Polje med Koprom in Ankaranom je edina školjčna sipina v Sloveniji. Nahaja se v neposredni bližini Luke Koper, severno od ustja reke Rižane.
Školjčna sipina je nastala po letu 1990, ko je Luka Koper s poglabljanjem dna ob drugem luškem pomolu prečrpavala mulj iz morskega dna na bližnjo lokacijo poleg izliva Rižane v Jadransko morje. Iz kupov mulja je dež postopoma spral blato, ostale so le apnenčaste lupine mehkužcev.